# Daronne
Ne doit pas être confondu avec La Daronne.
La Daronne est une rivière française, affluent droit du Doux, qui coule dans le département de l'Ardèche et la région Auvergne-Rhône-Alpes.

## Géographie
Longue de 25,19 km, la Daronne prend sa source près du village de Nozières, dans le parc naturel régional des Monts d'Ardèche. Cette petite rivière rejoint le Doux sur le territoire de la commune d'Étables

### Communes et cantons traversés
Dans le seul département de l'Ardèche, la Daronne traverse les sept communes suivantes, toutes situées dans le même canton, de l'amont vers l'aval, de Nozières (source), Bozas, Pailharès, Saint-Félicien, Saint-Victor, Colombier-le-Vieux, Étables (confluence avec le Doux).

### Bassin versant
La Daronne traverse une seule zone hydrographique; Le Doux de la Daronne au Rhône (V374) de 631 km2 de superficie.

## Hydrologie

### Affluents
- le ruisseau de Jointine (9 km)
- la Vivance (8 km)
- le ruisseau du Vernet (5 km)
- le Merdenc (5 km)
- le ruisseau de Costet (4 km)
- le ruisseau de Vinson (4 km)
- le ruisseau du Baud (3 km)
- le ruisseau du Pleynet (3 km)

### Crues et étiages
Soumis à un régime cévenol, la Daronne subit de puissantes crues dues aux fortes pluies automnales. Le reste de l'année le débit de la Daronne est assez faible.

## Site naturel
Cette rivière traverse des gorges de la Daronne, un espace naturel sensible (ENS). Le Belvédère de Saint-Sorny vous offrira une vue imprenable sur les méandres entremêlés des Gorges de la Daronne qui peuvent être traversée par une passerelle suspendue. Le circaète Jean-le-Blanc, le castor et la loutre, font partie de la faune caractéristique des gorges de la Daronne.